# Lửa trung tuyến
Lửa trung tuyến là bộ phim điện ảnh đề tài chiến tranh của Việt Nam sản xuất năm 1961, do Phạm Văn Khoa và Lê Minh Hiền đồng đạo diễn, quay phim bởi Nguyễn Hồng Sến. Kịch bản được nhà văn Văn Dân chuyển thể từ truyện ngắn cùng tên của ông, với diễn xuất của các diễn viên Lưu Xuân Thư, Ngọc Lan, Ngô Nam, Hồ Kiểng.

## Nội dung
Dũng là một trung đội trưởng hoàn thành xuất sắc nhiệm vụ chiến đấu, nhưng cấp trên bất ngờ thuyên chuyển anh về hỗ trợ dân công vận chuyển đạn dược. Dũng nhận nhiệm vụ, nhưng luôn mong muốn được ra tiền tuyến.

## Phân vai
- Lưu Xuân Thư vai Dũng
- Ngọc Lan vai Nhàn
- Ngô Nam vai Chính trị viên đại đội
- Lê Thanh Đa vai Quang
- Bùi Thị Hiền vai Thu
- Thủy Bắc vai Tẹo
- Nguyễn Xã Hội vai Trường
- Nguyễn Tiến Lưu vai Cơ
- Hồ Kiểng vai Túc

## Sản xuất
Trước khi tham gia bộ phim, Lưu Xuân Thư là Phó ban kiến thiết cơ bản kiêm Bí thư Đoàn Thanh niên Xưởng phim truyện Việt Nam. Ông được giao nhiệm vụ tham gia đoàn làm phim và được đạo diễn Phạm Văn Khoa chọn vào vai chính.
Ngoài Lưu Xuân Thư, Lửa trung tuyến còn là bộ phim điện ảnh đầu tay của Ngọc Lan và Hồ Kiểng.

## Đón nhận
Lửa trung tuyến được cử đại diện Điện ảnh Việt Nam tham dự Liên hoan phim Quốc tế Moskva năm 1961, tại đây, nữ diễn viên chính Ngọc Lan được nhận vinh dự kéo cờ khai mạc Liên hoan phim.
Sau khi được công chiếu, bộ phim đã mang lại góc nhìn mới cho khán giả quốc tế. Nhà nghiên cứu Lịch sử điện ảnh Georges Sadoul nói rằng bộ phim đã giúp ông biết được văn hóa của Việt Nam là riêng biệt và không bị ảnh hưởng bởi Trung Quốc hay Ấn Độ như ông đã hình dung.
Năm 2007, đạo diễn Phạm Văn Khoa được trao Giải thưởng Nhà nước (Việt Nam) cho 3 bộ phim Lửa trung tuyến, Chị Dậu và Làng Vũ Đại ngày ấy.
| Năm  | Giải thưởng                             | Hạng mục             | Đề cử   | Kết quả      | Chú thích |
| ---- | --------------------------------------- | -------------------- | ------- | ------------ | --------- |
| 1961 | Liên hoan phim quốc tế Moskva lần thứ 2 |                      | Bộ phim | Bằng khen    | [ 2 ]     |
| 1973 | Liên hoan phim Việt Nam lần thứ 2       | Phim truyện điện ảnh | Bộ phim | Bông sen Bạc | [ 6 ]     |